# Da Capo Testa all'Isola Rossa
Da Capo Testa all'Isola Rossa este o arie protejată (sit de importanță comunitară — SCI, arie de protecție specială avifaunistică — SPA) din Italia întinsă pe o suprafață de 71.260 ha, integral marine.

## Localizare
Centrul sitului Da Capo Testa all'Isola Rossa este situat la coordonatele 41°11′35″N 8°59′19″E / 41.1931°N 8.9887°E.

## Înființare
Situl Da Capo Testa all'Isola Rossa a fost declarat arie de protecție specială avifaunistică în aprilie 2020 pentru a proteja 5 specii de animale. Situl a fost protejat și ca sit de importanță comunitară în aprilie 2020.

## Biodiversitate
Situată în ecoregiunea mediteraneană, aria protejată nu include niciun habitat protejat.
La baza desemnării sitului se află mai multe specii protejate:
- păsări (4): Calonectris diomedea, Larus audouinii, Phalacrocorax aristotelis desmarestii, Puffinus yelkouan
- mamifere (1): delfin mare (Tursiops truncatus)